# MotoGP殿堂
MotoGP殿堂（もとじーぴーでんどう、MotoGP Hall of fame）はロードレース世界選手権（WGP及びMotoGP）に代表される2輪レースにおいて多大な功績を残した人々を記念する殿堂。
2018年時点まで全員世界チャンピオン獲得経験のあるライダーが選ばれていたが、ランディ・マモラといった無冠のライダーも選ばれている。

## 殿堂入りした人物
（日付は殿堂入りした日）
| 名前                       | 国籍           | 登録日時       | 主なタイトル |
| -------------------------- | -------------- | -------------- | --- |
| ミック・ドゥーハン         | オーストラリア | 2000年5月28日  | ロードレース世界選手権500cc 1994年、1995年、1996年、1997年、1998年 |
| マイク・ヘイルウッド       | イギリス       | 2000年6月7日   | ロードレース世界選手権500cc 1962年、1963年、1964年、1965年ロードレース世界選手権350cc 1966年、1967年ロードレース世界選手権250cc 1961年、1966年、1967年                       |
| ジャコモ・アゴスティーニ   | イタリア       | 2000年6月7日   | ロードレース世界選手権500cc 1966年、1967年、1968年、1969年、1970年、1971年、1972年、1975年ロードレース世界選手権350cc 1968年、1969年、1970年、1971年、1972年、1973年、1974年 |
| ケニー・ロバーツ           | アメリカ合衆国 | 2000年6月7日   | ロードレース世界選手権500cc 1978年、1979年、1980年 |
| アンヘル・ニエト           | スペイン       | 2000年6月7日   | ロードレース世界選手権125cc 1971年、1972年、1979年、1981年、1982年、1983年、1984年ロードレース世界選手権50cc 1969年、1970年、1972年、1975年、1976年、1977年                  |
| ケビン・シュワンツ         | アメリカ合衆国 | 2000年6月7日   | ロードレース世界選手権500cc 1993年 |
| ウェイン・レイニー         | アメリカ合衆国 | 2000年6月7日   | ロードレース世界選手権500cc 1990年、1991年、1992年 |
| カルロ・ウビアリ           | イタリア       | 2001年6月2日   | ロードレース世界選手権250cc 1956年、1959年、1960年ロードレース世界選手権125cc 1951年、1955年、1956年、1958年、1959年、1960年                                                 |
| フレディ・スペンサー       | アメリカ合衆国 | 2001年6月16日  | ロードレース世界選手権500cc 1983年、1985年ロードレース世界選手権250cc 1985年                                                                                                 |
| アントン・マンク           | ドイツ         | 2001年7月21日  | ロードレース世界選手権350cc 1981年、1982年ロードレース世界選手権250cc 1980年、1981年、1987年                                                                                 |
| バリー・シーン             | イギリス       | 2001年10月13日 | ロードレース世界選手権500cc 1976年、1977年 |
| ワイン・ガードナー         | オーストラリア | 2001年10月13日 | ロードレース世界選手権500cc 1987年 |
| ジェフ・デューク           | イギリス       | 2002年7月13日  | ロードレース世界選手権500cc 1951年、1953年、1954年、1955年ロードレース世界選手権350cc 1951年、1952年                                                                         |
| フィル・リード             | イギリス       | 2002年7月13日  | ロードレース世界選手権500cc 1973年、1974年ロードレース世界選手権250cc 1964年、1965年、1968年、1971年ロードレース世界選手権125cc 1968年                                       |
| ジョン・サーティース       | イギリス       | 2003年7月10日  | ロードレース世界選手権500cc 1956年、1958年、1959年、1960年ロードレース世界選手権350cc 1958年、1959年、1960年                                                                 |
| 加藤大治郎                 | 日本           | 2003年10月4日  | ロードレース世界選手権250cc 2001年 |
| エディ・ローソン           | アメリカ合衆国 | 2005年7月9日   | ロードレース世界選手権500cc 1984年、1986年、1988年、1989年 |
| ジム・レッドマン           | ローデシア     | 2007年7月14日  | ロードレース世界選手権350cc 1962年、1963年、1964年、1965年ロードレース世界選手権250cc 1962年、1963年                                                                         |
| ヤーノ・サーリネン         | フィンランド   | 2009年7月22日  | ロードレース世界選手権250cc 1972年 |
| ケーシー・ストーナー       | オーストラリア | 2013年10月11日 | ロードレース世界選手権MotoGP 2007年、2011年 |
| マルコ・シモンチェリ       | イタリア       | 2014年2月3日   | ロードレース世界選手権250cc 2008年 |
| ニッキー・ヘイデン         | アメリカ合衆国 | 2016年10月17日 | ロードレース世界選手権MotoGP 2006年 |
| ケニー・ロバーツ・ジュニア | アメリカ合衆国 | 2017年2月6日   | ロードレース世界選手権500cc 2000年 |
| マルコ・ルッキネリ         | イタリア       | 2017年2月6日   | ロードレース世界選手権500cc 1981年 |
| ランディ・マモラ           | アメリカ合衆国 | 2018年2月9日   | |
| ダニ・ペドロサ             | スペイン       | 2018年11月16日 | ロードレース世界選手権125cc 2003年 250cc 2004年、2005年 |
| ステファン・ドルフリンガー | スイス         | 2019年7月6日   | ロードレース世界選手権50cc 1982年、1983年80cc 1984年、1985年 |
| ホルヘ・マルティネス       | スペイン       | 2019年11月14日 | ロードレース世界選手権125cc 1988年80cc 1986年、1987年、1988年 |
| バレンティーノ・ロッシ     | イタリア       | 2021年11月15日 | ロードレース世界選手権500cc 2001年MotoGP 2002年、2003年、2004年、2005年、2008年、2009年250cc 1999年125cc 1997年                                                              |